# Adibah Amin
Pour les articles homonymes, voir Amin.
Khalidah Adibah binti Amin, née le 19 février 1936 à Johor Bahru en Malaisie, plus connue sous l'appellation d'Adibah Amin, est une écrivaine, chroniqueuse, enseignante, traductrice et actrice malaise,.

## Biographie

### Jeunesse, formation, enseignement
Née à Johor Bahru en Malaisie le 19 février 1936, Adibah Amin est la fille aînée d'Ibu Zain, l'éditrice du magazine féminin Bulan Melayu.
Adibah Amin est diplômée de son école secondaire anglophone et de l'université de Malaya (Université de Malaisie, 1957). De 1958 à 1961, elle enseigne le malais et l'anglais au Malay Girls College de Kuala Lumpur. Plus tard, elle enseigne à l'Institut des langues et à l'école Alam Shah, tous deux à Kuala Lumpur, puis elle devient la première directrice de l'école Jalan Kolam Ayer (maintenant l'école Seri Puteri à Cyberjaya) avec un autre passage à l'Institut des langues avant de quitter le service éducatif.

### Journalisme
Adibah Amin travaille ensuite comme journaliste pour le journal New Straits Times de 1971 à 1984 et plus tard pour The Star dans les années 1990. Adibah Amin est l'autrice de la chronique du New Straits Times qu'elle écrite dans les années 1970 et 1980 en utilisant le pseudonyme Sri Delima. Ces chroniques sont republiées sous forme de livre en 2009.

### Carrière littéraire
Les ouvrages littéraires d'Adibah Amin comprennent notamment les romans en malais Puteri Asli (1949) et Gadis Sipu (1949), puis Bangsawan Tulen (« Le vrai aristocrate », 1950), Seroja Masih di Kolam (« Le Lotus est toujours dans l'étang », 1968 et 1972, traduit en japonais en 1986) ; elle écrit aussi son autobiographie Tempat Jatuh Lagi Dikenang (« Nous nous souvenons des lieux de nos chutes », 1985). Elle écrit également plus de 200 pièces radiophoniques et nouvelles.
Son roman en anglais This End of the Rainbow est publié en 2006. Elle collabore aussi avec The Star et le New Straits Times en publiant des articles sur la façon de parler correctement le malais.
Adibah Amin s'engage également dans des traductions littéraires du malais vers l'anglais : No Harvest but a Thorn de Shahnon Ahmad et Jungle of Hope de Keris Mas ainsi que des œuvres de poésie d'Usman Awang. Elle fait aussi des apparitions dans trois films : Adik Manja (1980), Hati Bukan Kristal (1989) et Mat Som (1990),.
En 2008, Adibah Amin subit un accident vasculaire cérébral. Bien qu'elle ne soit pas paralysée, elle ne peut plus travailler.

## Récompenses
- Journaliste malaisienne de l'année, 1979[1].
- Meilleur actrice dans un second rôle au premier festival du film de Malaisie en 1980[1].
- Prix des écrivains de l'Asie du Sud-Est, 1983[1].
- Prix Esso-Gapena pour sa contribution au développement de la littérature, 1991[1].
- « Journaliste exceptionnel du pays », titre décerné par l'Union malaisienne des journalistes, 1996.
- Prix littéraire Johore, 1996.
- Prix Tun Razak pour sa contribution exceptionnelle au développement de l'éducation et à l'établissement de la compréhension mutuelle et de l'harmonie entre les communautés nationales de Malaisie, 1998.
- Prix national du traducteur, 2012.
- Prix spécial journalistique de l'Institut de la presse de Malaisie, 2013[7].
- Titre de « Figure malaisienne exceptionnelle », 2014.